# Josef Feldkircher

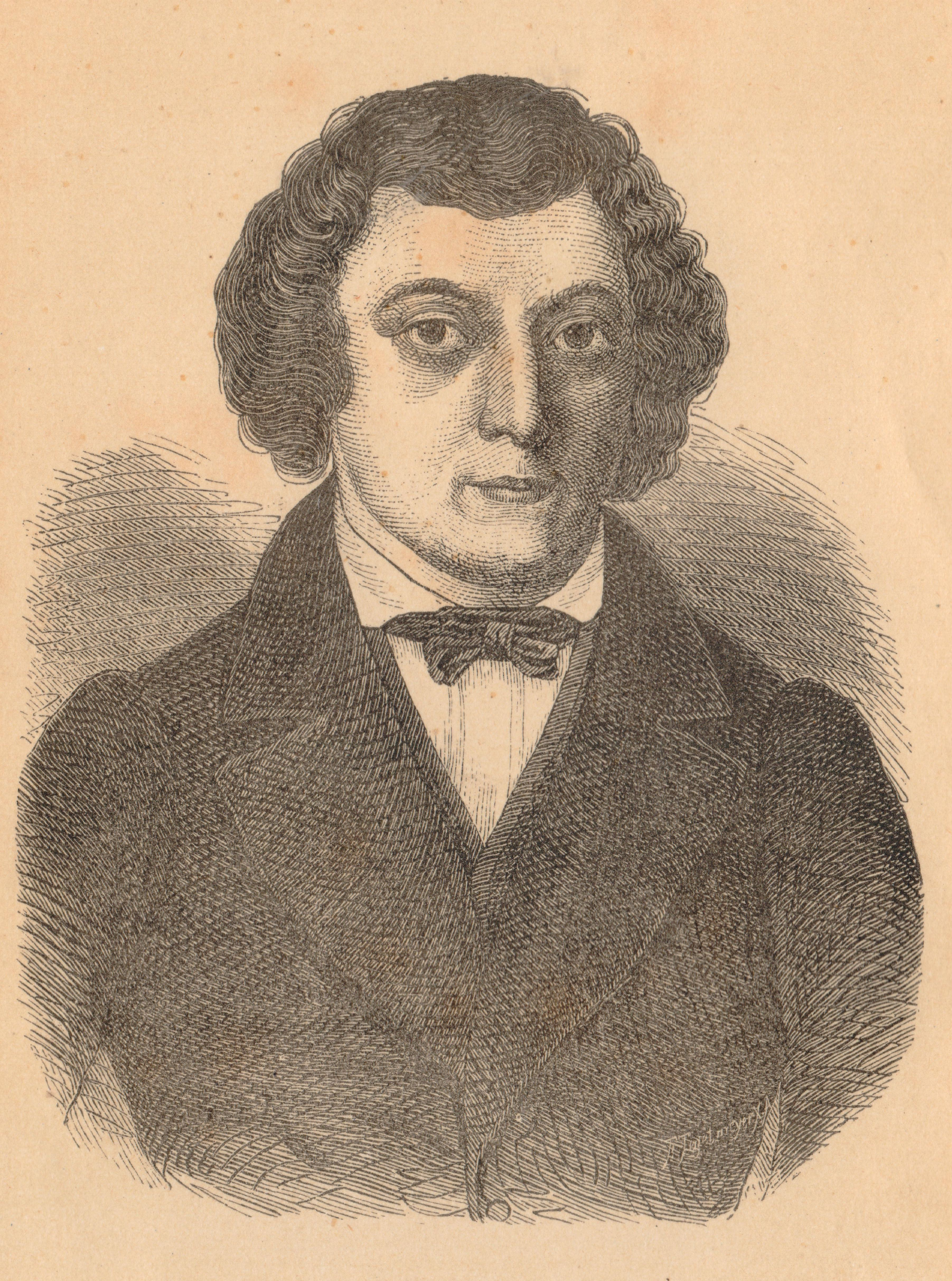
Josef Feldkircher. Bild aus dem Buch mit seinen Werken, herausgegeben von Hermann Sander.

Josef Feldkircher (auch: Joseph, * 3. März 1812 in Andelsbuch, Vorarlberg; † 2. September 1851 in Bamberg im „Fränkischen Hof“) war ein österreichischer römisch-katholischer Priester und Schriftsteller.

## Leben
Josef Feldkircher wurde als Sohn des Andelsbucher Uhrmachers Jodok Feldkircher geboren. Feldkircher war ein direkter Nachbar des Erfinders Joseph Alois Fink. Aufgrund seiner Begabungen wurde er früh vom Andelsbucher Kaplan Georg Beer auf ein Studium vorbereitet. Ab 1828 besuchte er ein Gymnasium in Konstanz. Von 1834 bis 1840 studierte er in Tübingen Theologie und wurde 1841 in Mainz zum Priester geweiht. Am 26. Mai 1841 feierte er in Andelsbuch seine Primiz.
In weiterer Folge war Feldkircher als Seelsorger im Bistum Mainz tätig. Als Kaplan in Heppenheim (Juni 1841), in St. Emmeran in Mainz (Juli 1842), in Mühlheim (Oktober 1842), in Finthen (März 1844), in Gau-Algesheim (August 1844), in Weiskirchen (Februar 1846), in Lorsch (Mai 1846), in Heimersheim (August 1848) und in Hirschhorn (August 1849).
Josef Feldkircher betätigte sich schriftstellerisch und verfasste neben Predigten zahlreiche Gedichte, vor allem in alemannischer Mundart.

## Publikationen
Eine Sammlung von Gedichten von Feldkircher wurde 1838 in Tübingen (Bähr) gedruckt. Viele seiner Gedichte wurden jedoch bis 1877 nicht oder nur im Zusammenhang mit anderen Werken publiziert.
- Dur Wälderbuob. (hdt: Der Wälderbub)
- D‘ Wälderschmelg. (hdt: Das Wäldermädchen);
- Wälder Fabla. (hdt: Fabeln aus dem Bregenzerwald);
- D' Schuoh und d' Steofel. (hdt: Die Schuhe und Stiefel), Zwei Fabeln im Vorarlberger Volkskalender, Jg. 7, 1857;
- Der junge Bregenzerwälder. Gedichte in Andelsbucher Mundart. Teutsch Verlag, Bregenz 1853.
- Die letzten Ritter von Hirschhorn und Handschuhsheim. Herausgegeben von Elisabeth Otto, Ekkehard-Verlag, Heppenheim 1939.